# Rauandiz
Rauandiz (Rawandiz) é uma cidade no Curdistão Iraquiano, localizada na província de Erbil, a 123 km da capital de mesmo nome. 
O distrito é cercado pelas montanhas e é uma conhecida região turística, famoso pelas cachoeiras de Bekhal Waterfalls.

## História
Rawandiz foi a capital do Emirado de Soran, que existiu entre 1399 to 1835, durante o domínio do Império Otomano.